# Murarstwo

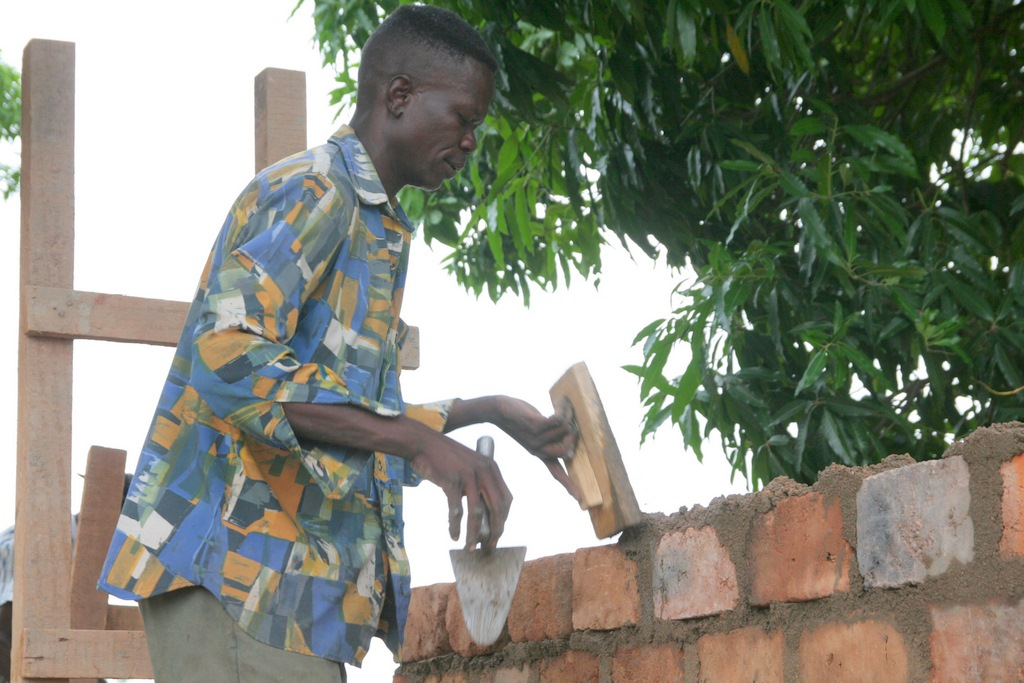
Murarz przy pracy, Republika Środkowoafrykańska

Murarstwo – rodzaj rzemiosła, którego główną pracą jest murowanie np. mostów, ścian itp. Murowanie polega na wznoszeniu budowli poprzez spajanie kamiennych, ceglanych itp. materiałów środkami wypełniającymi i wiążącymi zwanymi zaprawami murarskimi, przygotowanymi na bazie piasku, wapna i cementu. Murarstwo nie jest tożsame z  budownictwem, będącym działem inżynierii. Jest jednym z niewielu działów rzemiosła, który nie ulega zanikowi.